# Ely Dagher

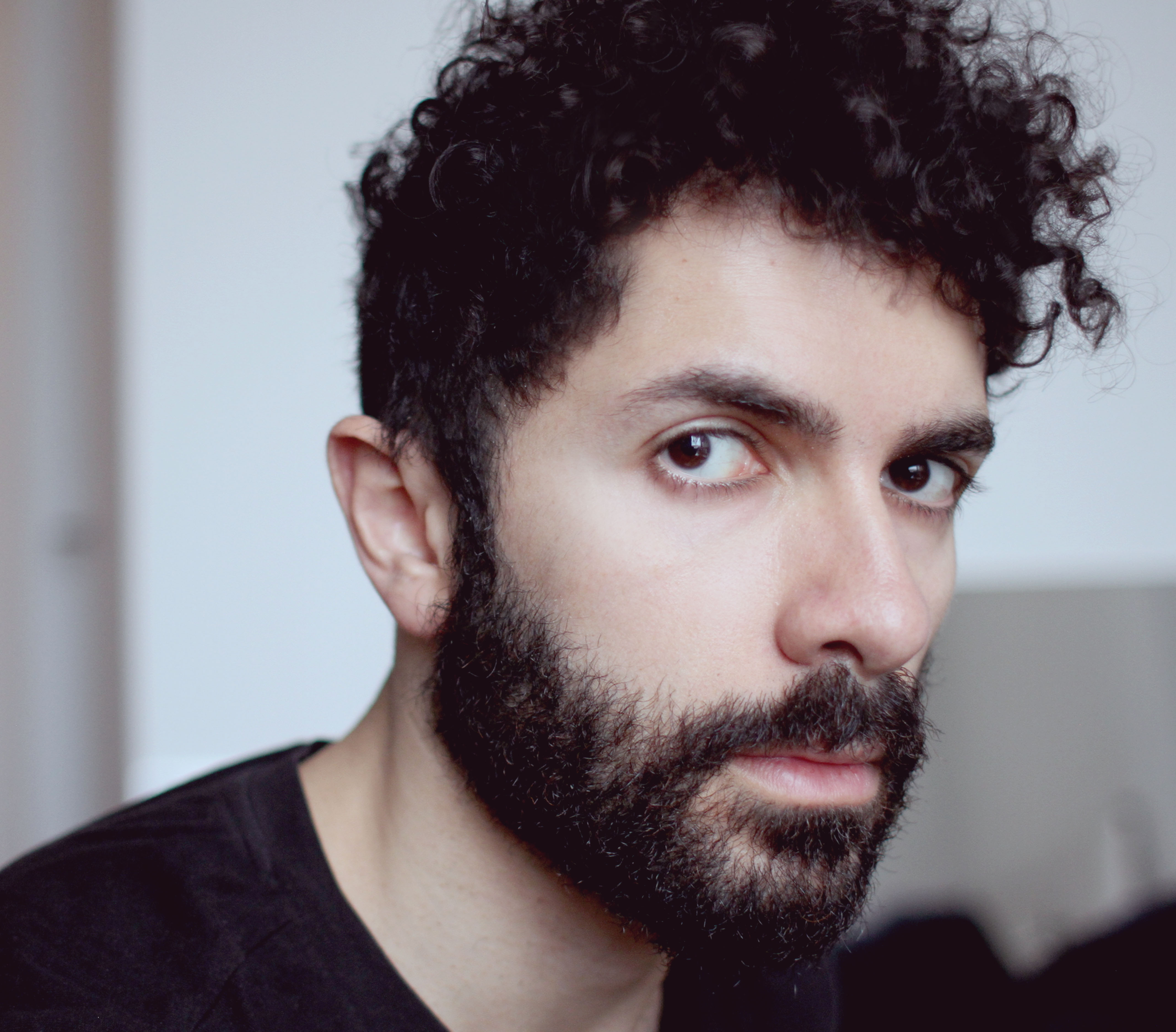
Ely Dagher, 2015

Ely Dagher (* 25. November 1985 in Beirut, Libanon) ist ein libanesischer Filmregisseur und Filmproduzent.

## Leben
Dagher studierte an der Académie libanaise des beaux-arts in Beirut sowohl Grafik und Illustration als auch die Animationstechniken in 2D und 3D. Danach schloss er in London am Goldsmiths ein Masterexamen in den Fächern Kunsttheorie und Neue Medien ab.
Daghers erster Film Beirut entstand 2007. Sein zweiter Film, der Zeichentrickfilm Waves ’98 (Arabisch: Moug ’98), errang 2015 bei den Filmfestspielen in Cannes eine Goldene Palme für den besten Kurzfilm. Dieser Film wurde auch mit Geldern aus Katar finanziert.